# Surya MacGregor
Surya Isabel Sánchez Peniche (Ciudad de México, 27 de septiembre de 1956), conocida profesionalmente como Surya Macgrégor, es una actriz, guionista y conductora de televisión mexicana.

## Carrera
Con una trayectoria de más de cuarenta años, fue alumna de los maestros Héctor Mendoza y Julio Castillo. Siguió cursos de perfeccionamiento actoral con los maestros Ludwig Margules y Luis de Tavira. 
Empezó en 1981 en El Rey Lear de Shakespeare en el papel de Cordelia. Ha participado en teatro con directores como Julio Castillo en De la calle, Juan José Gurrola en Bajo el bosque blanco y Strindberg.com, Mario Espinosa en Popcorn, José Enrique Gorlero en Calderón, Richard Viqueira y Alberto Gallardo en Autopsia a un copo de nieve, Yerma con Germán Castillo, Jesucristo Superestrella, Lou Andreas Salomé, Ofelia o la madre muerta, La boca del lobo, El estupendo cornudo, El mar y sus misterios con Ricardo Ramírez Carnero, Permanencia involuntaria, Round de sombras, La Semilla de Edgar Chías, Sensualidad de Ximena Escalante etc. En televisión empezó en Televisa con proyectos importantes como La fiera, Principessa, Martín Garatuza, Cuando llega el amor, Caminos cruzados y unitarios como La Telaraña y La Edad de Oro. 
En Videocosmos fue guionista y conductora. En 1997 trabaja en TV Azteca en Al norte del corazón y le siguen La chacala, Perla, Un nuevo amor, Como en el cine, Soñarás, Amor en custodia, La loba, La Pateona, El señor de los cielos 2, Como tu no hay dos, Pienso en ti, Dra. Lucía y Tú vida es mi vida. Ha participado en Lo que callamos las mujeres, La vida es una canción y Cada quien su santo, Esta historia me suena, Un día para vivir, además de muchos proyectos especiales.

## Filmografía

### Telenovelas
- Tu vida es mi vida (2024) ... Rosa Martínez Torres
- Vencer la culpa (2023) ... Fidelia
- Pienso en ti (2023) ... Reyna
- Como tú no hay 2 (2020) … Jovita
- El señor de los cielos 2 (2014) ... Cecilia de Miravalle
- La patrona (2013) ... Constanza Goldstein
- Quererte así (2012) .... Esther Andrade
- La loba (2010) .... Eugenia Torres Velázquez de Alcázar
- Mujer comprada (2009) .... Lorena
- Amor en custodia (2005-2006) .... Katia
- Soñarás (2004) .... Elena
- Un nuevo amor (2003) .... Eloísa
- Como en el cine (2001-2002) .... Thelma
- Al norte del corazón (1997) .... María
- Caminos cruzados (1994-1995) .... Olga Burgos
- Cuando llega el amor (1989-1990) .... Dolores
- Martín Garatuza (1986) .... Luisa Pérez de Varaiz
- Principessa (1984-1986) .... Francesca

### Series
- Un día para vivir (2022) ... Teresa
- Esta historia me suena (2021)
- Aquí en la Tierra (2020) ... Adriana Hurtado
- Un día cualquiera (2015) ... Aída
- Lo que callamos las mujeres (2001-2015) ... Nora / Magdalena
- La vida es una canción.
- Cada quien su santo.

### Películas
- Arillo de hombre muerto (2024) ... Catalina
- En la penumbra alguien espera un día luminoso (2020) ... Madre
- Fiebre (2017) ... Dra. Julia (cortometraje)
- Arráncame la vida (2008) ... Olga
- Golkobi (1990)

### Teatro
- El Rey Lear de Shakespeare.
- De la calle.
- Bajo el bosque blanco.
- Strindberg.com.
- Popcorn.
- Calderón.
- Autopsia a un copo de nieve.
- Yerma.
- Ofelia o la madre muerta.
- La boca del lobo.
- El mar y sus misterios.
- El estupendo cornudo.
- Permanencia involuntaria.
- Round de sombras.
- Cementerio Mentira.
- La semilla.

## Premios

### Premios Tu Mundo
| Año  | Categoría      | Telenovela | Resultado |
| ---- | -------------- | ---------- | --------- |
| 2013 | Primera Actriz | La patrona | Nominada  |